# David Di Michele
David Di Michele (ur. 6 stycznia 1976 w Guidonia Montecelio) – włoski piłkarz występujący na pozycji napastnika, a także trener.

## Kariera klubowa
David Di Michele zawodową karierę rozpoczął w 1993 w zespole AS Lodigiani. Występował tam do 1996 i zdołał rozegrać 43 mecze. Następnie podpisał kontrakt z ekipą US Foggia, barwy której reprezentował przez 2 sezony. W pierwszym z nich w 36 spotkaniach strzelił 6 goli, a w następnym w 32 pojedynkach uzyskał 7 trafień. Latem roku Di Michele podpisał kontrakt z pierwszoligową Salernitaną, w barwach której zadebiutował w rozgrywkach Serie A. Salernitana w końcowej tabeli zajęła jednak dopiero 15. pozycję i spadła do drugiej ligi. Tam Di Michele imponował skutecznością – w sezonie 1999/2000 zdobył 23 bramki, co jednak nie pomogło Salernitanie w powrocie do Serie A. Dobra skuteczność, jaką Włoch prezentował również w kolejnych rozgrywkach także nie pomogła jego drużynie awansować do pierwszej ligi.
Di Michele wzbudził zainteresowanie Udinese Calcio i sezon 2001/2002 rozpoczął w zespole „Bianconerich”. Tam jednak nie spełnił pokładanych w nim nadziei i na zasadzie wypożyczenia odszedł do Regginy. Epizod włoskiego napastnika z „Amarantowymi” trwał przez 2 sezony, w których wychowanek Lodigiani strzelił łącznie 15 bramek. W letnim okienku transferowym w 2004 Di Michele wrócił do Udinese, z którym niespodziewanie zajął 4. miejsce w tabeli Serie A. Wówczas z 15 trafieniami na koncie Włoch należał do czołówki strzelców ligi. Zimą 2006 interesowało się nim kilka klubów, a ostatecznie trafił do US Palermo. Z ekipą „Aquile” 2 razy z rzędu zajmował 5. lokatę w lidze.
Dla Palermo zanotował 48 występów i 16 goli, po czym zdecydował się zmienić klub i odszedł do Torino FC. Początkowo był wykluczony z gry z powodu udziału w nielegalnych zakładach bukmacherskich, a następnie doznał dosyć poważnej kontuzji. Po powrocie do zdrowia stał się jednym z najważniejszych ogniw w drużynie. W 2008 Di Michele razem z Héritą Ilungą z Tuluzy na 1 sezon został wypożyczony do West Hamu United. Zadebiutował 13 września w przegranym 3:2 meczu z West Bromwich, kiedy to zastąpił kontuzjowanego Deana Ashtona. W czasie całego sezonu w zespole tym rozegrał 30 ligowych spotkań, w których zdobył 4 bramki.
Po zakończeniu rozgrywek Di Michele powrócił do Torino FC, które grało już w drugiej lidze. 1 lutego 2010 został wypożyczony do Lecce. Od sezonu 2009/2010 znów miał grać Torino, jednak 31 sierpnia 2010 ponownie wypożyczono go do Lecce. Następnie został jego zawodnikiem i grał tam do 2012. Następnie występował w drużynach Chievo Werona, Reggina oraz Lupa Roma. W 2016 roku zakończył karierę.

## Kariera reprezentacyjna
W reprezentacji Włoch Di Michele zadebiutował 30 marca 2005 w zremisowanym 0:0 spotkaniu towarzyskim przeciwko Islandii. Na ten mecz powołanie od Marcello Lippiego otrzymali również ówcześni klubowi koledzy Włocha – Giampiero Pinzi i Vincenzo Iaquinta. Łącznie w barwach „Squadra Azzura” Di Michele wystąpił w 6 spotkaniach, w których ani razu nie udało mu się wpisać na listę strzelców.